# 熱帶風暴圓規 (2004年)
熱帶風暴圓規（英語：Tropical Storm Kompasu，國際編號：0409，聯合颱風警報中心：12W，菲律賓大氣地球物理和天文管理局：Julian）為2004年太平洋颱風季第9個被命名的熱帶氣旋。「圓規」一名由日本提供（日語：コンパス），意指星座。

## 發展過程
圓規在7月14日清晨於高雄東南偏東約620公里發展成為一個熱帶低氣壓。它在當天下午增強為一熱帶風暴，並且向西移動，橫過呂宋海峽。
圓規進入南海之後，大致採取西北路徑趨向廣東沿岸。7月16日，圓規轉向西北偏北移動並在香港西貢登陸，登陸時中心附近最高持續風力為每秒23米（大約每小時85公里），中心附近最低氣壓為992百帕斯卡，同日晚上減弱為一熱帶低氣壓，然後在廣東內陸消散。

## 影響

### 台灣
當地發布颱風最高信號：海上陸上颱風警報

### 香港
- 當地發出之最高熱帶氣旋警告信號： 八號東北烈風或暴風信號 /  八號西北烈風或暴風信號 /  八號西南烈風或暴風信號
- 最接近當地時間：7月16日下午3時
- 最接近當地位置：香港天文台總部以東約25公里（掠過香港境內）

香港天文台於7月14日晚上10時55分發出一號戒備信號，當時圓規位於香港之東南偏東約720公里。受到圓規的下沉氣流影響，7月14至15日天氣乾燥及酷熱。隨著圓規逼近，天文台於7月16日上午5時15分改發三號強風信號，當時圓規集結在香港之東南偏東約170公里。天文台在上午5時20分表示上午至中午考慮發出八號烈風或暴風信號，天文台在上午07時55分更表示圓規會非常接近香港，改發八號信號機會頗高，圓規的螺旋雨帶亦開始為香港帶來驟雨。橫瀾島風力於早上逐漸增強至烈風程度，天文台於上午9時45分發出「熱帶氣旋之特別報告」，宣佈預計在上午11時45分或之前發出八號熱帶氣旋警告信號，當時圓規集結在香港天文台之東南約80公里。天文台於上午11時45分改發八號東北烈風或暴風信號，當時圓規集結在香港天文台之東南約60公里，繼而在於下午2時45分改發八號西北烈風或暴風信號。7月16日下午3時左右，圓規在西貢登陸。同時它最接近天文台總部，位於天文台總部東面約25公里。登陸後，圓規橫過新界東北部。天文台於下午4時45分改發八號西南烈風或暴風信號，當時圓規集結在香港天文台之北約30公里。當圓規開始遠離香港及減弱為熱帶低氣壓，境內風勢逐漸減弱，天文台在7月16日傍晚7時20分改發三號強風信號，當時圓規集結在香港天文台之北約55公里。，隨後在晚上8時20分取消所有熱帶氣旋警告信號。
7月16日下午圓規最接近香港期間，境內普遍吹強風，離岸海域及高地吹烈風。塔門錄得的最高每小時平均風速為47公里，最高陣風則達每小時79公里。橫瀾島錄得最高每小時平均風速為88公里，最高陣風則達每小時106公里。在香港天文台總部、橫瀾島和打鼓嶺錄得的最低瞬時海平面氣壓分別為1,000.5百帕斯卡、995.7百帕斯卡和1,001.0百帕斯卡。
圓規的雨帶和殘餘分別在7月16日下午及次日為香港帶來狂風大驟雨。香港天文台在7月16日下午5時正至6時50分及7月17日上午2時20分至3時30分兩度發出黃色暴雨警告信號。香港天文台總部共錄得超過120毫米雨量。
另外圓規襲港期間，共有12人受傷，當中兩人分別在荃灣及北角被高空墮物擊中。康樂及文化事務署共接獲19宗樹木被強風吹毀阻路、或造成危險的緊急援助要求，港島佔4宗、九龍佔6宗、新界則有9宗。灣仔駱克道有1宗輕微水浸，全港並沒有山泥傾瀉報告。政務總署則開放25個臨時庇護站，共有276名市民入住。海上交通方面，大部分港內及離島渡輪航線一度停航。陸上交通方面，地鐵、九廣東鐵、九廣西鐵及輕鐵維持有限度服務（當時鐵路公司名稱、現稱為港鐵），公共交通服務在晚上逐漸恢復正常。
天文台在7月16日上午9時45分發出「熱帶氣旋之特別報告」，並在上午11時45分發出八號信號。因為不少市民要在上班途中或回到工作崗位（有些甚至已經工作了一兩小時）後才知道會改發八號而匆匆下班回家。有市民質疑天文台為何不能提早在上班上課時間前發出八號信號。由於圓規只是一個熱帶風暴，環流結構細小，烈風範圍只有約60公里，強風範圍只有約150公里，故其路徑上細微的改變足以令香港的風勢有很大的變化，如果當日路徑有波動使圓規不在香港登陸，而在香港以東的廣東東部沿岸登陸，是有機會不需改發八號信號的。所以天文台只能表示「改發八號信號機會頗高」而未能明確表示將於何時發出八號信號。7月16日上午9時，當圓規集結在香港天文台總部東南偏東約100公里時，香港風力只達和緩至清勁程度（即原則上未達三號信號下限），因此天文台最早只能在上午9時45分發出八號信號預警。八號信號生效期間，只有離岸海域及高地吹烈風。當圓規減弱為熱帶低氣壓後，便在同日下午7時20分改發三號信號。

### 澳門
- 當地懸掛之最高熱帶氣旋信號：  三號風球
- 最接近當地時間：7月16日下午4時
- 最接近當地位置：澳門東北偏東約95公里

地球物理暨氣象局於7月15日上午2時25分懸掛一號風球，當時圓規位於澳門東南偏東約700公里。隨著圓規逼近，地球物理暨氣象局於7月16日上午11時30分改掛三號風球，當時圓規位於澳門東南偏東約110公里。在下午1時，圓規集結在澳門以東100公里，以時速約20公里向西北方向移動，逐漸逼近澳門，風勢隨即加強，氣象局宣布按颱風移動途徑，澳門懸掛八號風球的機會甚大。在市民普遍等待圓規為澳門帶來八號波的情況下，猶如其名的圓規，迅速90度轉變了移動路線，直撲香港，並於下午3時於西貢萬宜水庫登陸，轉變路線後的圓規，登陸後威力未對澳門構成威脅，並吹向廣東內陸。同日下午4時，圓規最接近澳門，當時它集結於澳門東北偏東約95公里。 隨著圓規減弱及遠離，地球物理暨氣象局於7月16日晚上9時除下所有信號。
圓規是2004年唯一一個令澳門懸掛熱帶氣旋信號的熱帶氣旋。

#### 雨量
| 站名稱         | 懸掛颱風信號期間之總雨量(毫米) |
| -------------- | ------------------------------ |
| 大潭山         | 16.2                           |
| 嘉樂庇總督大橋 |                                |
| 友誼大穚(北)   |                                |
| 友誼大穚(南)   |                                |
| 大砲台山       | 17.4                           |
| 教科文中心     | 16                             |
| 孫逸仙紀念公園 | 24.6                           |
| 路環分站       | 16.8                           |
| 九澳           | 18                             |
| 污水處理廠     | 26.2                           |

## 熱帶氣旋警告使用紀錄

### 台灣
| 交通部中央氣象局 颱風警報 | 交通部中央氣象局 颱風警報 | 交通部中央氣象局 颱風警報 |
| ------------------------- | ------------------------- | ------------------------- |
| 上一熱帶氣旋              | 海上颱風警報              | 下一熱帶氣旋              |
| 中度颱風敏督利            | 海上颱風警報              | 中度颱風蘭寧              |
| 中度颱風敏督利            | 陸上颱風警報              | 中度颱風蘭寧              |

### 香港
| 香港天文台 熱帶氣旋警告信號 | 香港天文台 熱帶氣旋警告信號 | 香港天文台 熱帶氣旋警告信號 |
| --------------------------- | --------------------------- | --------------------------- |
| 上一熱帶氣旋                | 一號戒備信號                | 下一熱帶氣旋                |
| 颱風康森                    | 一號戒備信號                | 強颱風艾利                  |
| 強颱風杜鵑                  | 三號強風信號                | 強颱風達維                  |
| 超強颱風伊布都              | 八號東北烈風或暴風信號      | 強颱風風神                  |
| 強颱風杜鵑                  | 八號西北烈風或暴風信號      | 強颱風風神                  |
| 強颱風杜鵑                  | 八號西南烈風或暴風信號      | 強烈熱帶風暴帕布            |
| 強颱風杜鵑                  | 八號烈風或暴風信號          | 強烈熱帶風暴帕布            |

### 澳門
| 地球物理暨氣象局 熱帶氣旋信號 | 地球物理暨氣象局 熱帶氣旋信號 | 地球物理暨氣象局 熱帶氣旋信號 |
| ----------------------------- | ----------------------------- | ----------------------------- |
| 上一熱帶氣旋                  | 一號風球                      | 下一熱帶氣旋                  |
| 颱風杜鵑                      | 一號風球                      | 熱帶風暴天鷹                  |
| 颱風杜鵑                      | 三號風球                      | 颱風達維                      |

## 外部連結
- （日語）http://www.jma.go.jp/ （页面存档备份，存于） 日本氣象廳首頁
- （英文）http://www.usno.navy.mil/JTWC/ （页面存档备份，存于） 聯合颱風警報中心首頁
- （简体中文）https://web.archive.org/web/20120928121548/http://www.nmc.gov.cn/ 中央氣象台首頁
- （繁體中文）http://www.cwb.gov.tw/ （页面存档备份，存于） 中央氣象局首頁
- （繁體中文）http://www.hko.gov.hk/ （页面存档备份，存于） 香港天文台首頁
- （繁體中文）http://www.smg.gov.mo/ （页面存档备份，存于） 澳門地球物理暨氣象局首頁